# قانون إصلاح التأمين ضد الفيضانات لعام 2004
قانون إصلاح التأمين ضد الفيضانات لعام 2004 أو البرنامج الوطني لإصلاح التأمين ضد الفيضانات وأيضًا هو امتداد للقانون الوطني للتأمين ضد الفيضانات لعام 1968. القانون الأمريكي تم تصميمه «لتقليل الخسائر في الممتلكات التي تم دفع المطالبات المتكررة للتأمين ضد الفيضانات بشأنها.» كان الرعاة الرئيسيون للقانون هم السناتور جيم بونينغ والنائب دوغ بيريوتر والنائب إيرل بلوميناور.
تضمنت ديباجة القانون النتائج التالية للكونغرس والتي تحدد الدافع وراء القانون الجديد:
- يؤمن برنامج قانون إصلاح التأمين ضد الفيضانات ما يقرب من 4,400,000 من حاملي الوثائق.
- تعرض حوالي 48000 عقار في البرنامج، خلال فترة عشر سنوات لخسارتين أو أكثر من خسائر الفيضانات حيث تزيد كل خسارة عن 1000 دولار.
- تعرض حوالي 10000 من ممتلكات الخسارة المتكررة لخسارتين أو ثلاث خسائر تتجاوز بشكل تراكمي قيمة المبنى.
- هذه الممتلكات ذات الخسارة المتكررة تكلف دافعي الضرائب حوالي 200 مليون دولار سنويًا.
- حوالي 1٪ من الممتلكات المؤمن عليها تمثل 25-30٪ من خسائر المطالبات.
- تم بناء الغالبية العظمى من العقارات ذات الخسائر المتكررة قبل تنفيذ معايير إدارة السهول الفيضية لعام 1974 والتي تم إنشاؤها بموجب البرنامج الأصلي، وبالتالي فهي مؤهلة للحصول على تأمين ضد الفيضانات المدعوم.

عند تقديمه إلى مجلس النواب في 8 يناير 2003 أطلق على مشروع القانون اسم «فيضانان وأنت خارج جيب دافعي الضرائب لعام 2003».